# Émile Durrheimer
Émile Durrheimer SMA (* 9. Juni 1909 in Batzendorf, Reichsland Elsaß-Lothringen; † 12. März 1994 in Barr) war ein elsässischer römisch-katholischer Geistlicher und Bischof von Katiola.

## Leben
Er war der Sohn des Hufschmieds Antoine Durrheimer und der Odile Paille. Durrheimer absolvierte seine Schulausbildung an den Schulen der Gesellschaft der Afrikamissionen in Saint-Pierre und Bischwiller, sein Philosophiestudium im belgischen Chanly und sein Theologiestudium in Lyon, wo er am 8. Januar 1933 die Priesterweihe empfing. Bis 1937 unterrichtete er Mathematik an der Schule der Gesellschaft der Afrikamissionen Saint-Arbogast in Haguenau und war gleichzeitig Pfarrer in Niederschaeffolsheim. Im Jahr 1937 ging Durrheimer in die Elfenbeinküste, wo er zunächst als Pfarrer der Pfarrei Katiola arbeitete, dann von 1939 bis 1945 als Superior des Kleinen Seminars von Katiola, das für die Ausbildung des einheimischen Klerus sorgte. 1946 kehrte Durrheimer nach Saint-Pierre zurück, wurde zum Vizeprovinzial gewählt und zum Superior der Saint-Arbogast-Schule in Haguenau ernannt. Am 17. Oktober 1947 wurde Durrheimer Apostolischer Präfekt von Korhogo an der Elfenbeinküste. Er setzte sich für die Verbesserung des Lebensstandards der dortigen Bevölkerung ein, indem er das Handwerk förderte, Ambulanzen, Schulen und Seminare gründete und sich der Ausbildung einheimischer Katecheten und Seminaristen widmete.
Papst Pius XII. ernannte ihn am 15. Mai 1952 zum Titularbischof von Achelous und zum Apostolischen Vikar von Katiola. Die Bischofsweihe spendete ihm am 16. August 1952 in Hagenau der Bischof von Straßburg Jean-Julien Weber; Mitkonsekratoren waren der vormalige Bischof von Kumasi Hubertus Josephus Paulissen SMA, und der Apostolische Vikar von Lomé Joseph-Paul Strebler SMA. Durrheimer kehrte am 3. März 1953 an die Elfenbeinküste zurück. 1955 wurde er Diözesanbischof von Katiola. Ab 1977 lebte Durrheimer zurückgezogen im Haus der Afrikanischen Mission in Saint-Pierre, Bas-Rhin.